# Alfredo Baldomir Ferrari
Alfredo Baldomir Ferrari (Paysandú, 27 d'agost de 1884 - Montevideo, 24 de febrer de 1948) fou un militar, arquitecte i polític uruguaià. Va ser president constitucional entre 1938 i 1943.
Autor del "cop" denominat "bo", que va restablir els drets constitucionals suprimits durant la reforma de 1934 per la dictadura de Gabriel Terra iniciada el 1933. Baldomir havia contribuït de forma fonamental al cop d'Estat terrista com a cap de Policia de Montevideo. Durant aquell període també va ocupar el Ministeri de Defensa. Home polifacètic, va iniciar la seva trajectòria militar com a alferes el 1905 i va ser ascendit a general el 1935. Des dels 27 anys va alternar la professió de les armes i la vida pública amb la seva condició d'arquitecte.